# 星際奇兵總動員
《星際奇兵總動員》（英語：Adrenalin: Fear the Rush）是一部1996年美國科幻動作片，由亞伯特·派努執導，克里斯多夫·藍伯特和娜塔莎·韓絲翠主演。故事設定於2007年的未來世界，俄羅斯聯邦崩潰，東歐陷入混亂。此期間，一種未知的病毒在東歐洩漏並向西方擴散、入侵至美國波士頓；病毒在隔離區變異後創造了一名連環殺手怪物，使得一群警察出面阻止他繼續殺人。本片1996年11月29日美國上映，口碑負評居多。

## 劇情
2007年，俄羅斯聯邦共產主義垮台後，東歐陷入無政府狀態。混亂中出現了一種神秘的致命病毒，最終從波士頓入侵美國，使波士頓被一道高牆隔開。所有外國移民都可能是帶原者而被禁止進入美國，唯一允許出城的人是那些持有特殊護照的人，只有在政府機構工作或透過黑市才能獲得。
狄隆警官是迫切需要逃離隔離城市的母親，當被叫去執勤時，她正準備給兒子一張到安全地區的黑市通行證。她也知曉如果這張通行證被揭穿，自己將判處死刑。某日，一群混混被某種生物屠殺，警方正在調查。該怪物擁有超人類的力量及速度，來無影去無蹤。狄隆警官和搭檔先行前往怪物潛伏的建築物調查，直到搭檔被殺死後請求支援；勒米厄警官及同夥庫佐、沃西克前來支援。
警察團隊追著被稱為嫌疑犯的怪物至一座監獄的下水道，但過程中庫佐、沃西克陣亡，只剩狄隆和勒米厄。得以逃往外頭的狄隆偶然發現了以中央情報局探員菲利普·斯特恩斯為首的一支科學家團隊，他們被派去親自殺死這種生物。他們知道這種生物是致命病毒的來源，如果怪物沒有被殺死，那他體內的病毒將會擴散至整個波士頓。除了斯特恩斯外的科學家團隊成員都遭團滅，狄隆和勒米厄被怪物捉住，但狄隆擊昏怪物後得以趁機掙脫束縛，最後朝對方開了數槍，成功擊斃怪物。
原本被認為已死的庫佐現身救出狄隆及重傷的勒米厄。勒米厄被送去接受治療，斯特恩斯後來給了狄隆兩本安全區護照，好讓她和兒子能通過邊境，以獎勵立下功勞的她。

## 演員
- 克里斯多夫·藍伯特飾演勒米厄警官（Officer Lemieux）
- 娜塔莎·韓絲翠飾演狄隆警官（Officer Delon）
- 諾伯·威瑟（英语：Norbert Weisser）飾演庫佐（Cuzo）
- 伊莉莎白·巴隆德斯（Elizabeth Barondes）飾演沃西克（Wocek）
- 澤維爾·德利（Xavier Declie）飾演沃爾克（Volker）
- 克雷格·戴維斯（Craig Davis）飾演嫌疑犯（Suspect）
- 尼可拉斯·蓋斯特（英语：Nicholas Guest）飾演B·雷納德隊長（Captain B. Rennard）
- 安德烈·狄沃夫飾演中央情報局探員菲利普·斯特恩斯（CIA Operative Phillip Sterns）
- 強·愛波斯坦（Jon Epstein）飾演韋克斯曼將軍（General Waxman）

## 製作
《星際奇兵總動員》原定捷克布拉格拍攝，1989年決定使用曾與導演亞伯特·派努合作過《美國隊長》（1990年）的克羅地亞製作團隊，因此改變了拍攝地點。拍攝為期16天，克里斯多夫·藍伯特在片場工作了十天。派努還到斯洛伐克布拉迪斯拉发與過去作品的同一製作團隊合作。本片在布拉迪斯拉发拍攝了三週，第二攝製組於波士尼亞莫斯塔爾拍片。娜塔莎·韓絲翠指出，拍片環境令人討厭：「我們在地下洞穴和舊建築中拍攝，有些非常危險甚至不允許我們進入。」加上當地因潮濕而寒冷。她認為這比處女作《异种》（1995年）的工作更加困難，需要應付更多的勞力，「我不得不掛在20英尺高的爐排上、吊在天花板上，更要吊著絲線爬下來。」韓絲翠甚至在一段跑步戲中拉傷了腿筋。
在次元影業的鮑伯·溫斯坦的命令下，《星際奇兵總動員》被大量重新剪輯和重拍。更改是將電影從羅馬尼亞重置到美國波士頓，並將病毒感染當成劇情主線設定。羅馬尼亞國旗仍然可以在角色的制服上看到。次元影業的安德魯·羅納監督了重新剪輯，而重拍的寫作由蘭德·拉維奇完成。

## 反響
評論匯總網站爛番茄根據5條評論，本片新鮮度僅0%。

## 外部連結
- 互联网电影数据库（IMDb）上《星際奇兵總動員》的资料（英文）
- AllMovie上《星際奇兵總動員》的资料（英文）
- 爛番茄上《星際奇兵總動員》的資料（英文）